# Vogtländische Maschinenfabrik

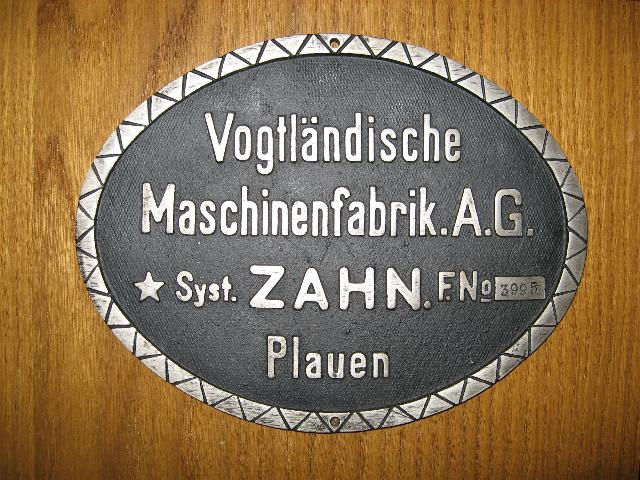
VOMAG

Die Vogtländische Maschinenfabrik AG (VOMAG) war ein Unternehmen in der sächsischen Stadt Plauen. Ende des 19. und Anfang des 20. Jahrhunderts war sie ein bedeutender Arbeitgeber für bis zu 6000 Mitarbeiter und damit eines der größten Unternehmen in der Plauener Geschichte. Die Gründung der VOMAG im Jahr 1881 war ein Ergebnis des starken regionalen Stickereigewerbes, da ein großer Bedarf an der Reparatur der zahlreichen Handstickmaschinen bestand. Später beeinflussten sich regionaler Stickmaschinenbau und Stickereigewerbe gegenseitig. Die Produktion der berühmten Plauener Spitze, durch die die Stadt ihren Weltruf erlangte, ging somit auch auf die in der VOMAG gefertigten Stickmaschinen zurück. Die Entwicklung von Plauen ab 1900 war oftmals mit dem Namen VOMAG verbunden. Kurz nachdem Plauen im Jahr 1904 mit 100.000 Einwohnern zur Großstadt wurde, gehörte die VOMAG zur Weltspitze bei der Produktion von Stickmaschinen. Daneben gehörten auch Druckmaschinen, Lastkraftwagen, Omnibusse und Panzer zum Produktionsspektrum der VOMAG.
Nach dem Zweiten Weltkrieg fertigte man kurzzeitig Handwagen. Einige Monate später wurden die Maschinen als Reparationsleistungen eingezogen und die Produktionshallen demontiert. 1948 wurde die Maschinenfabrik Vogtland als Volkseigener Betrieb gegründet und avancierte zum Nachfolger der VOMAG.

## Geschichte der VOMAG

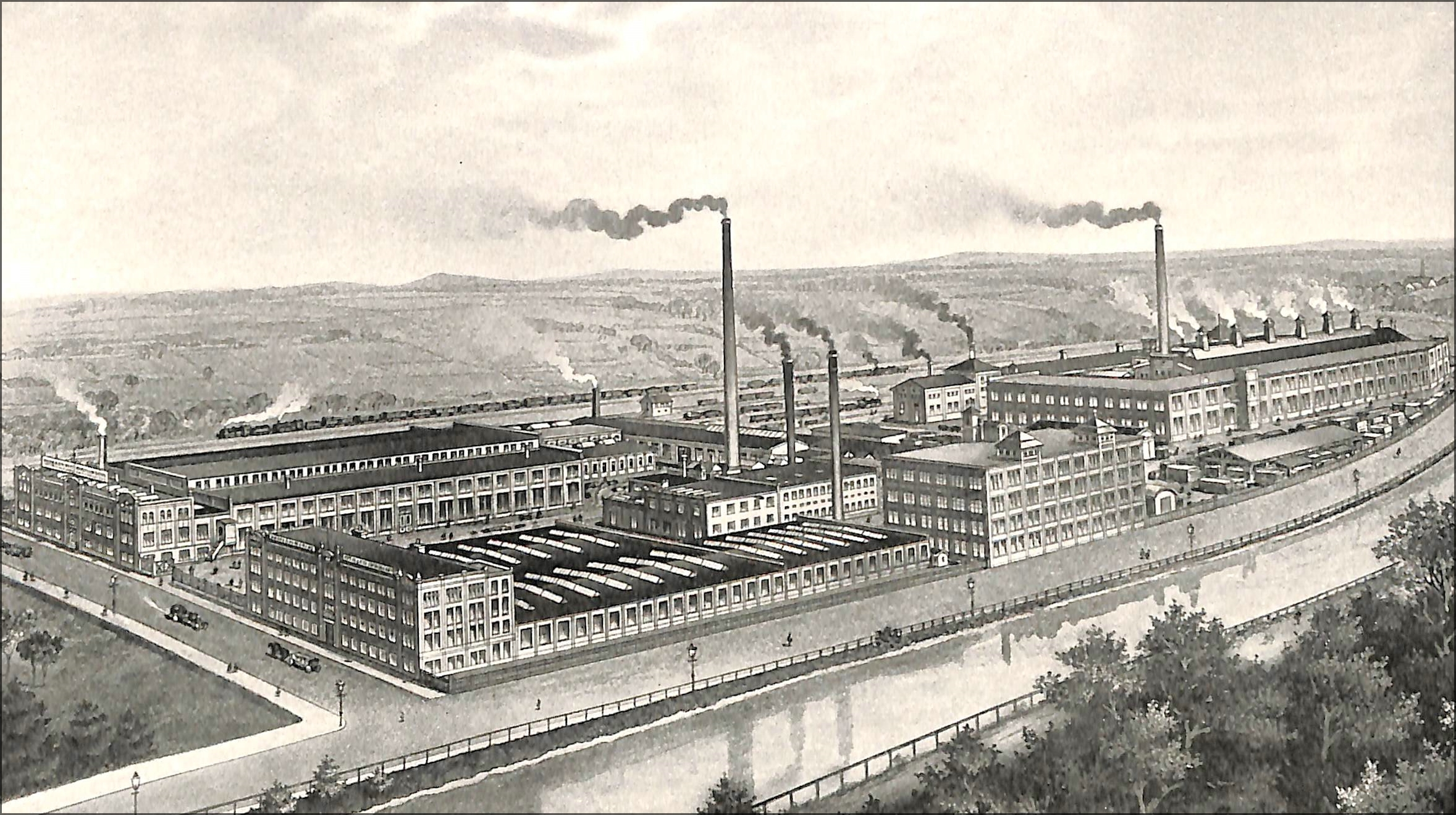
Gesamtansicht der Werksanlage mit damals 3300 Mitarbeitern (um 1910)

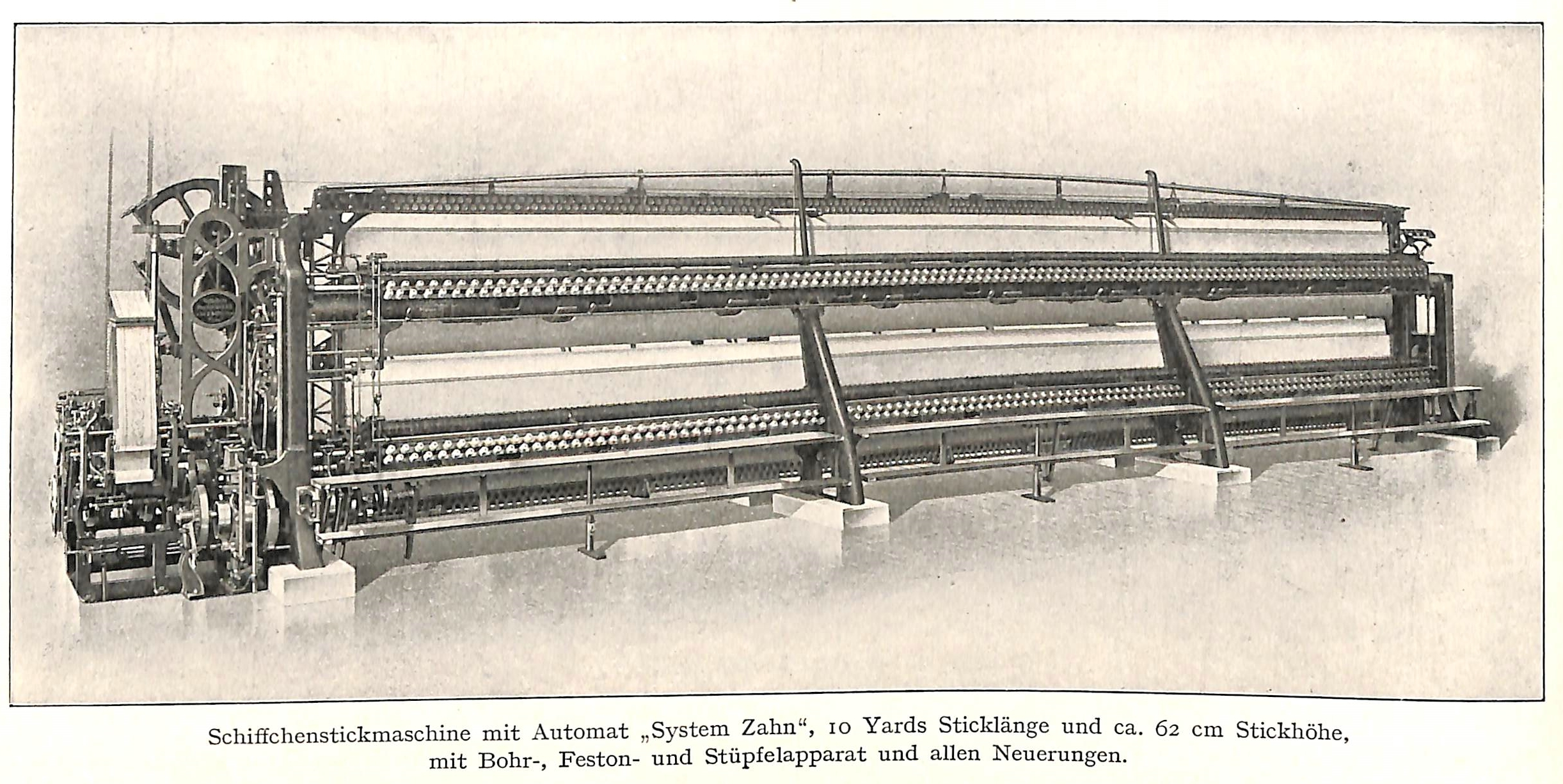
Schiffchenstickmaschine mit Automat System ZAHN (1913)

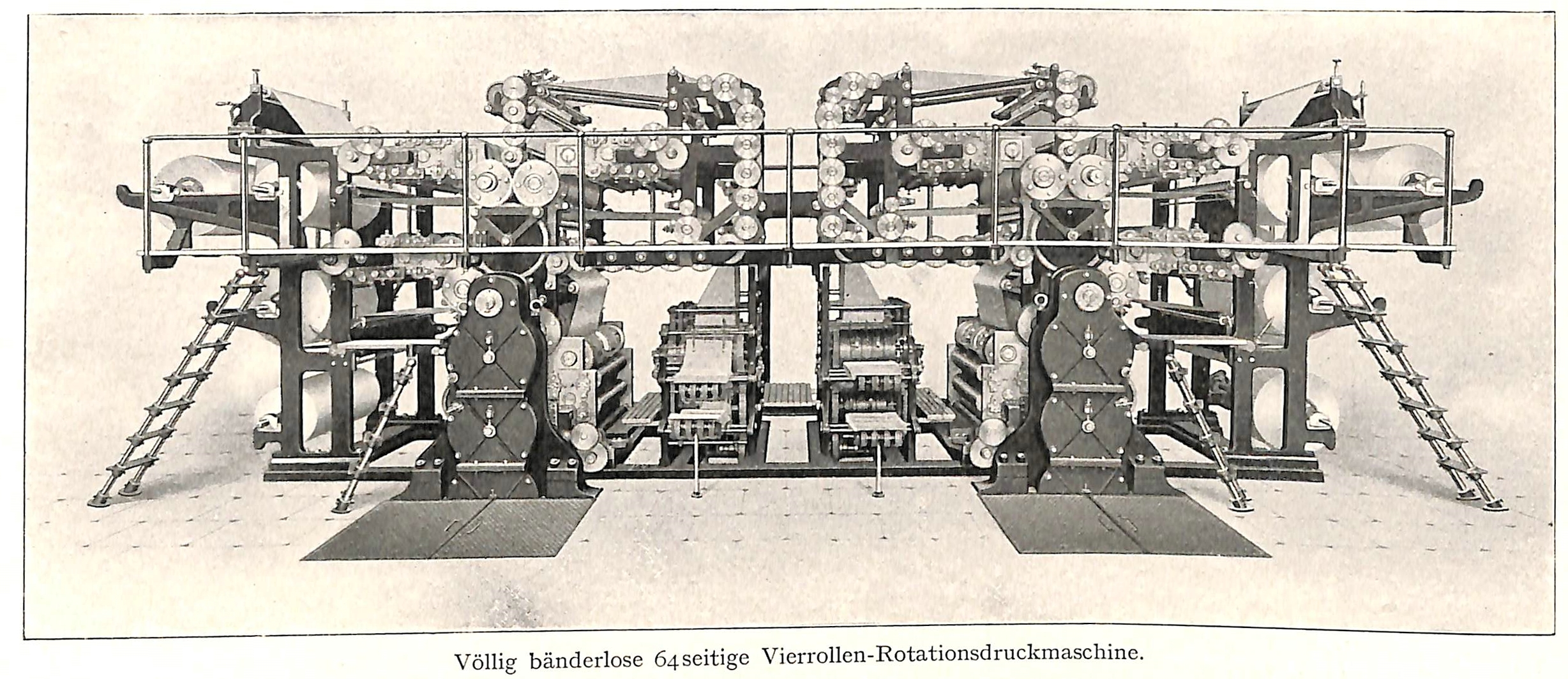
Rotationsdruckmaschine (1913)

### Anfänge des Maschinenbaus in Plauen
1881 gründeten zwei Unternehmer die Vogtländische Maschinenfabrik J. C. & H. Dietrich zunächst mit einem kleinen Werk in der Trockentalstraße. Die Produktion konzentrierte sich dabei zunächst auf die Herstellung von Hand- und Schiffchenstickmaschinen. Die Produktion wuchs, und so verdoppelte sich die Zahl der Beschäftigten innerhalb weniger Jahre. Schon 1895 wurde das Unternehmen in eine Aktiengesellschaft umgewandelt, um mehr Kapital für eine weitere Expansion zu erhalten. Es entstand die Vogtländische Maschinenfabrik AG, abgekürzt VOMAG, die wenig später ihr Werk um mehrere Produktionszweige ausweitete (z. B. 1899 um die Produktion von Rotationsdruck- und Feinstbohrmaschinen).

### Rasanter Aufstieg der VOMAG

Entwicklung der VOMAG

Ab 1900 war die VOMAG eines der führenden Maschinenbau-Unternehmen in Deutschland und besaß einen guten internationalen Ruf. Ein wesentlicher Grund lag in der vielseitigen Produktionspalette, mit der das Unternehmen kurzfristig auf weltweite Trends reagieren konnte. 1902 begann man mit dem Bau eines neuen Werkes an der Cranach- und Holbeinstraße, das bis 1914 ständig erweitert wurde. 1910 wurde auf Anregung von Direktor Robert Zahn die erste vollautomatische Stickmaschine von der VOMAG entwickelt, die zu einem weltweiten Verkaufserfolg und Exportschlager avancierte. Bereits zu dieser Zeit war die VOMAG Weltmarktführer im Bereich der Stickmaschinen, die sie unter anderem nach Frankreich, Russland und Nordamerika exportierte. Man schätzte die VOMAG ganz besonders wegen der hohen Qualität und der Langlebigkeit ihrer Maschinen. Mit Unterstützung von Cašpar Hermann baute das Werk 1912 die erste Rotationsoffsetdruckmaschine.

### Das Geschäft mit dem Krieg
Nach dem Ausbruch des Ersten Weltkrieges nahm man in der VOMAG die Produktion von Lastkraftwagen (Lkw) auf, die im Auftrag der OHL gefertigt werden sollten. Die Richtlinien der Heeresleitung sahen vornehmlich die Produktion des so genannten „Regel-3-Tonners“ vor, eines drei Tonnen schweren Lkw mit Kettenantrieb. Hierzu baute man zwischen 1915 und 1917 zusätzlich an der Weißen Elster zwei große mehrstöckige Gebäude mit Stahlgießerei, die eine Gesamtarbeitsfläche von 14.000 m² für die Lkw-Produktion umfassten. Schon im Juli 1916 konnte die erste Serie von 30 Fahrzeugen ausgeliefert werden. Aufgrund des riesigen Nachholbedarfes bei der Lkw-Produktion (1914 waren erst ca. 9.500 Lastkraftwagen im Reich zugelassen) für die Armee war der Krieg ein gutes Geschäft für die VOMAG, und so erschien es nur logisch, dass die VOMAG sich außer der Herstellung von Lastkraftwagen noch weitere Rüstungsaufträge sicherte. So wurden z. B. Granaten, Granatminen und Fliegergeschosse produziert.
Als die VOMAG 1918 das tausendste Lastwagenexemplar auslieferte, war sie innerhalb von vier Jahren zu einem der größten Rüstungsproduzenten der Armee aufgestiegen; Ende 1918 beschäftigte sie ca. 3800 Arbeiter. Um auch im zivilen Lastkraftwagensektor Fuß zu fassen, wurde am 24. Oktober 1916 in München die „VOMAG Lastkraftwagen GmbH“ gegründet. Dadurch setzte die VOMAG ihre Firmentradition fort und schuf zu Friedenszeiten mit der Produktion von zivilen Lkw und Omnibussen (ab 1919) ein weiteres erfolgreiches Standbein.

### Friedensproduktion

Aktie über 5000 Mark der Vogtländischen Maschinenfabrik AG vom 6. Januar 1923

In den folgenden Jahren gelang es der VOMAG, Großaufträge des Freistaates Sachsen wie etwa für Omnibusse (1919) und Spezialfahrzeuge der Stadtwerke zu erhalten. Aufgrund der gesteigerten Nachfrage an Kraftfahrzeugen expandierte die VOMAG 1919 und kaufte großräumiges Gelände (ca. 120.000 m²) am Leuchtsmühlenweg. Zu dem schon bestehenden Werk I wurden unter modernsten Gesichtspunkten die Gebäude der ehemaligen Plauener Kunstseidefabrik zum neuen Werk II ausgebaut. Noch im selben Jahr kaufte man als Werk III die Anlagen der Stickerei–Industrie-Gesellschaft nahe dem Werk I. Die VOMAG hatte sich fest am Kraftfahrzeugmarkt etabliert, 1919 wurde sie zu einem Mitbegründer des „DAK“ (Deutscher Automobil-Konzern), dem neben der VOMAG auch Presto, Magirus und Dux angehörten. Der DAK zerbrach allerdings bereits 1926 aufgrund von Streitigkeiten zwischen seinen Gründern. Durch mehrfache Erhöhungen ihres Aktienkapitals konnte die VOMAG ihren hohen Ansprüchen gerecht werden und sich in der Elite deutscher Kraftfahrzeugbauer etablieren. Sie hatte ihren Grundbesitz auf 89.000 m² vergrößert, von denen 46.900 m² bebaut waren.
Fahrzeuge der VOMAG prägten damals wesentlich das Verkehrsbild. So waren etwa Ende 1921 schon über 2000 VOMAG-Lastwagen im Stadt- und Überlandverkehr im Einsatz. Trotz der großen Erfolge suchte die VOMAG nach immer neuen Produktionszweigen. Sie begann 1921 die Produktion von Webmaschinen, wobei die sogenannten „Automaten“ eine Weltneuheit darstellten. Als erster deutscher Hersteller beschäftigte sich die VOMAG ab 1923 mit der Entwicklung von Niederrahmen-Bussen. Das schon 1914 in den USA entwickelte Konzept hatte durch seinen tiefer liegenden Fahrzeugschwerpunkt vor allem Vorteile durch minimierte Kippgefahr und niedrige Einstiegshöhe. Schon im Herbst 1924 wurde der erste Niederrahmenbus vom Typ „Riesa“ (30 Sitzplätze) in der gleichnamigen Stadt in Betrieb genommen. Durch zahlreiche Neuheiten wie diese bestätigte die VOMAG ihren Ruf als innovatives und weltmarktorientiertes Unternehmen.
Von 1921 bis 1924 konnte die VOMAG ihr Aktienkapital mehr als vervierfachen, und die Belegschaft wuchs auf 6000 Mitarbeiter. Nach zwei Währungsreformen infolge der Inflation stellte die VOMAG ihr gesamtes Aktienkapital am 1. Juli 1924 auf die neue Reichsmark um. Das Aktienkapital, das vorher auf 180 Mio. Mark (Papiermark) gewachsen war, wurde im Verhältnis 1000:45 umgerechnet und betrug anschließend noch 8,1 Mio. Reichsmark. Trotz solider Finanzzahlen erlebte die VOMAG in den folgenden Jahren einen rapiden Rückgang der Nachfrage, der einherging mit einer stetigen Talfahrt des Unternehmens. Produzierte man 1925/26 noch 644 Lkw, so waren es im folgenden Geschäftsjahr nur noch ca. 302 Lkw. Es zeichnete sich eine klare Tendenz ab, die für die VOMAG im Existenzkampf enden sollte. Darüber konnte auch die Auslieferung des 5000. Fahrzeuges seit Gründung der Vogtländischen Maschinenfabrik AG nicht hinwegtäuschen.

### Der Konkurs
Aufgrund der durch den New Yorker Börsencrash (Schwarzer Freitag) ausgelösten Weltwirtschaftskrise und daraus resultierender Umsatzrückgänge der VOMAG musste das Unternehmen 1929 zahlreiche Mitarbeiter entlassen und Kredite aufnehmen, um den Produktionsbetrieb aufrechtzuerhalten. Die Produktion wurde auf ein Minimum heruntergefahren. Im Jahre 1930 wurden nur noch 15–20 Fahrzeuge pro Monat produziert.
Aufgrund ihrer zunehmenden Finanznot musste die VOMAG am 28. Juni 1930 die seit 1925 bestehende „Vereinbarung zur Zahlung übertariflicher Akkordlöhne“ kündigen. Darauf folgte am 22. Juli ein Streik der gesamten Belegschaft, die inzwischen auf 1600 Mitarbeiter geschrumpft war. Letztendlich wurde am 25. Juli der gesamte Betrieb vorübergehend stillgelegt und erst am 4. September wieder aufgenommen.
Das Geschäftsjahr 1929/30 brachte der VOMAG erstmals einen Verlust, zudem arbeitete das Unternehmen im folgenden Geschäftsjahr nur mit 50 % seiner Kapazität. Dies ergab für das Geschäftsjahr 1930/31 eine Lkw-Produktion von 161 Stück (1925/26 wurde im Vergleich dazu das Fünffache produziert).
Am 30. Juni 1931 stellte ein Wirtschaftsgutachten der Sächsischen Revisions- und Treuhandgesellschaft AG Leipzig einen Gesamtverlust von 7.521.454 Reichsmark fest. Zur Sicherung des Fortbestandes der VOMAG sowie zur Erfüllung vorhandener Aufträge gründete man am 16. März 1932 als Auffanggesellschaft die VOMAG Betriebs-AG Plauen mit einem Startkapital von 300.000 Reichsmark. Durch eine Kapitalzusammenlegung sollte das Aktienkapital auf 180.000 Reichsmark schrumpfen und dadurch die Mittel freimachen, um einen Minimalbetrieb der VOMAG aufrechtzuerhalten. Dieses Vorhaben gelang nicht, und so wurde am 9. Mai 1932 der Konkurs eröffnet. Es handelte sich hier um das größte Konkursverfahren eines Automobilherstellers in der Weimarer Republik. Das Verfahren zog sich über neun Jahre hin und brachte zahlreiche Strafverfahren wegen Bilanzverschleierung, Bilanzfälschung und Untreue gegen die Geschäftsführung und den Hauptaktionär Albert Ottenheimer mit sich. Beispielsweise wurde die Jahresbilanz 1930/31 über acht Monate zurückgehalten.
Zu diesem Zeitpunkt konnte die VOMAG nur noch 500 Mitarbeiter beschäftigen. Um vorliegende Aufträge von etwa 400.000 Reichsmark aufzuarbeiten, übernahm die VOMAG Betriebs-AG Plauen das Werk I und II und die Verkaufsrechte der VOMAG-Produkte für die ersten sechs Monate. Somit wurde vorerst die Existenz der VOMAG gesichert.
Zu den Gründen für den Konkurs der VOMAG zählten nicht nur fehlende oder verspätete Zahlungen der Kunden (die zweifelsohne auch auf die Weltwirtschaftskrise zurückzuführen waren), sondern auch einschränkende Wirtschaftsmaßnahmen von Reichsregierung und Reichsbahn (Schenker-Vertrag, neue Kraftfahrzeugsteuergesetze). Außerdem führten Fehler der Geschäftsleitung und nicht zuletzt die allgemeine Verunsicherung im Frachtgewerbe zum wirtschaftlichen Absturz des Unternehmens. Die Durststrecke sollte jedoch nicht lange anhalten.

### Neuer Aufschwung

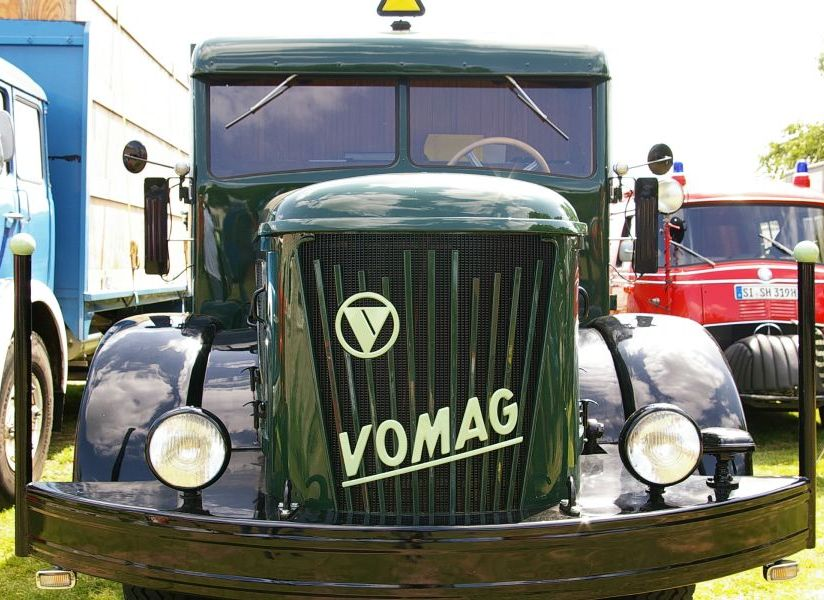
VOMAG-Lastkraftwagen

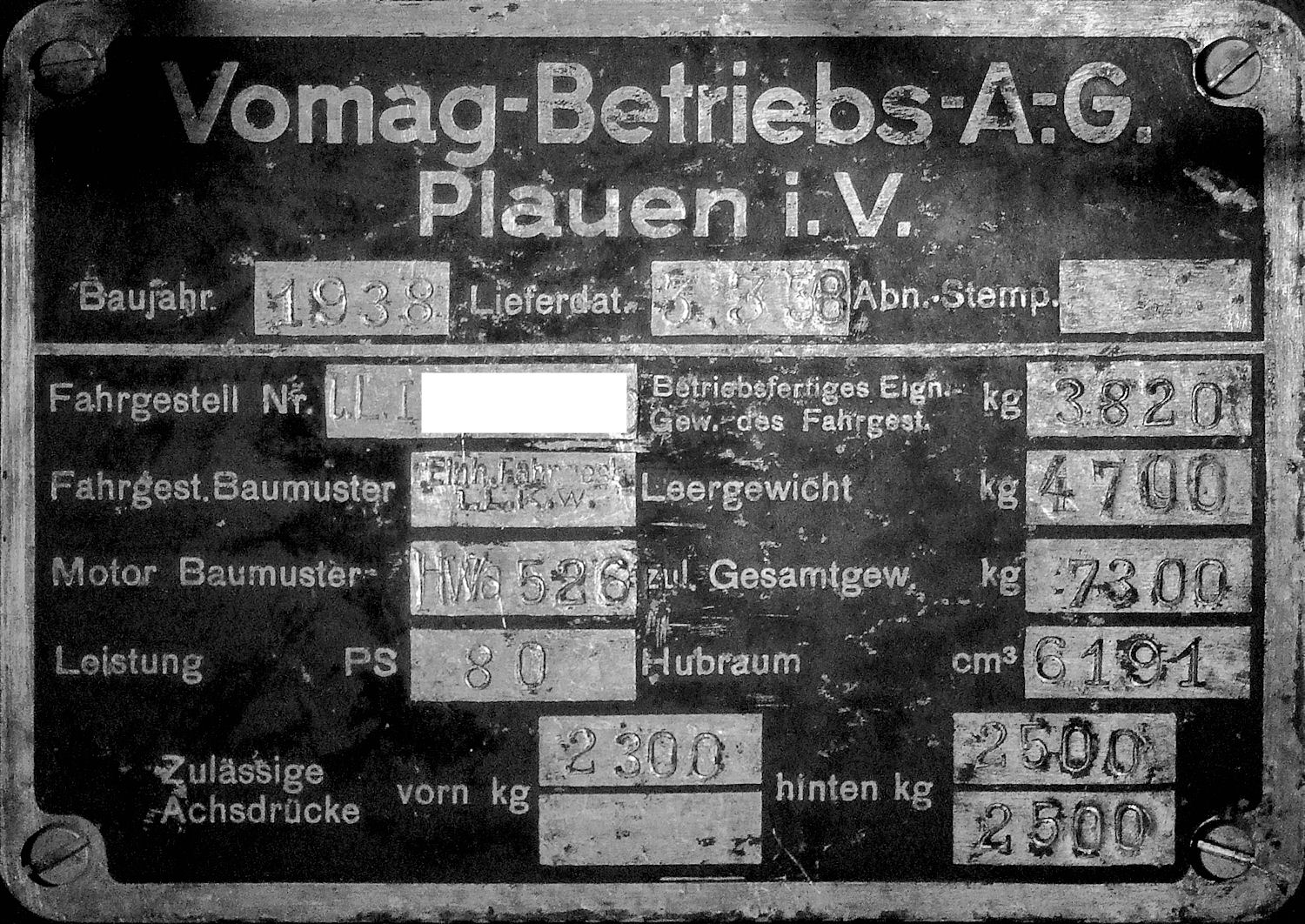
Abnahmeschild eines Vomag Einheits-Diesel

Kurz nach der Machtübernahme der Nationalsozialisten kam es zu einem Konjunkturschub für die Automobilindustrie im Rahmen des umfangreichen Wirtschaftsförderungs- und Bauprogramms der neuen Regierung. Vor allem die Aufrüstung war die treibende Kraft für den Wirtschaftsmotor des deutschen Reiches. Der Automobilindustrie kam zugute, dass man den Wert von Lkw für die deutsche Industrie erkannte, und so gab es Zuschüsse bei Lkw-Neuerwerb und eine Verminderung der Kfz-Steuerlast. Die Reformen bescherten der VOMAG volle Auftragsbücher; dennoch gab es Probleme, die eine weitere Expansion der Firma in noch größerem Rahmen verhinderten. Zum einen war in Plauen zu wenig gut ausgebildetes Personal für den Automobilbau vorhanden, um einen Dreischichtbetrieb zu realisieren, und zum anderen war die Beschaffung von Spezialmaterial (Spezialstähle) schwierig, da diese für die Aufrüstung der Wehrmacht benötigt wurden. Neben den immer zahlreicher werdenden zivilen Aufträgen waren es oftmals die Aufträge der Reichsregierung, auf die sich die VOMAG stützen konnte. So war das Unternehmen auch im August 1935 an einem Entwicklungsprogramm des „Einheits-Lkw“ für die Wehrmacht beteiligt. Die VOMAG bekam jedoch den Zuschlag nicht, weil sie über zu wenig Produktionskapazitäten verfügte. Schicksalhafterweise wurde sie dafür mit Panzeraufträgen entschädigt. Sehr schnell hatte die VOMAG ihren weltweit guten Ruf wiedererlangt und wartete Jahr um Jahr mit Neuheiten am Lastkraftwagenmarkt auf. Die wirtschaftliche Konsolidierung des Unternehmens spiegelt sich auch in den Beschäftigungszahlen wider, die in den Jahren 1935 bis 1939 die 4000-Personen-Grenze erreichten. Aus Vermarktungsgründen wurde die einstige Auffanggesellschaft, die VOMAG Betriebs-AG, in VOMAG Maschinenfabrik AG umbenannt, gleichzeitig konnte man die Produktion des achttausendsten Fahrzeuges feiern.
Zunächst stellte man der VOMAG bei Beginn des Krieges 1939 keine profitablen Rüstungsaufträge in Aussicht. Es sah danach aus, als könne die VOMAG nicht wesentlich von diesem neuen Krieg profitieren. Man wurde lediglich verpflichtet, die Produktion von Fahrzeugen mit Holzgasmotoren für die „Heimatfront“ zu forcieren, profitablere Rüstungs-Aufträge für den Lkw-Bau blieben jedoch aus.

## Der Rüstungsbetrieb VOMAG von 1940 bis 1945
Bei Kriegsbeginn 1939 herrschte zunächst große Ernüchterung in den Reihen der VOMAG. Man hatte sich durchaus Hoffnungen auf Beteiligung an der gewaltigen Rüstungsproduktion des Dritten Reiches gemacht, doch große Aufträge blieben zunächst aus. Dies war für die VOMAG problematisch, da durch den Krieg die Nachfrage an zivilen Fahrzeugen stark zurückgegangen war. Dennoch machte die Lkw-Produktion in den Jahren 1939–1945 noch fast 50 % des Gesamtumsatzes der VOMAG aus. Doch der Umsatz drohte weiter zu sinken und das Unternehmen in eine erneute Krise zu stürzen. Seitens der Heeresleitung erkannte man jedoch schnell, dass man aufgrund des extrem intensiv geführten Krieges jedes Wirtschaftsunternehmen für die Rüstungsindustrie benötigte. Schon 1940 nahm die VOMAG im Auftrag der Wehrmacht zunächst die Panzerreparatur und kurz darauf die Produktion von Kettenfahrzeugen auf. Diese machte 1940 jedoch nur 3 % des Gesamtumsatzes aus.
Das VOMAG-Produktionsgelände war 1939 auf 14 Hektar angewachsen, die mit 16 Flachbauten und sieben mehrgeschossigen Gebäuden bebaut waren. Für die Panzerproduktion ab 1940 wurden sechs Gebäude mit einer Gesamtarbeitsfläche von zirka 39.000 m² bereitgestellt. Zur deutlichen Erhöhung der Panzerproduktion im Jahre 1941 musste die VOMAG erneut expandieren. So wurden links der Elster am Leuchtsmühlenweg große Teile der Gartenanlage „Weißer Stein“ aufgekauft, um dort eine eigene Panzer-Endmontagehalle zu errichten. Die 1943 endgültig fertiggestellte Panzerhalle erstreckte sich über eine Fläche von 18.000 m² und war durch die sogenannte Panzerbrücke an das Eisenbahnnetz angebunden.
Da die Kapazitäten des Unternehmens noch nicht für die Serienproduktion eines Panzertyps in großer Stückzahl ausreichten, lag der Schwerpunkt auf der seit 1940 bzw. 1941 begonnenen Produktion des „Schweren Halbketten-Fahrzeuges“ (18-Tonner Sd.Kfz. 9). Bevor die Panzerproduktion 1942 mit ca. 240 produzierten Panzern im vollen Umfang anlief, versuchte man sich 1941 zunächst mit der Produktion von Trägerfahrzeugen für Flakgeschütze und der Herstellung von elektrisch gesteuerten MG-Ständen für Flugzeuge. Es wurden jedoch nur 24 Fahrzeuge für die 8,8-cm-Flak an die Wehrmacht ausgeliefert. Die Produktion der MG-Stände musste schon 1942 wieder abgegeben werden. Ab diesem Zeitpunkt konzentrierte sich VOMAG voll auf die Panzerproduktion. Die Firmenleitung der VOMAG legte 1942 dem Oberkommando des Heeres in Berlin eine Kostenkalkulation für die Produktion eines Prototyps des Panzerkampfwagen IV „Ausführung G“ vor.
Am 8. Oktober 1942 wurde die VOMAG in „Vogtländische Maschinenfabrik Akt.-Ges.“ umbenannt, gleichzeitig erreichten die Beschäftigungszahlen einen historischen Höchststand. Mit der nahenden Fertigstellung der Panzerhalle forcierte man noch einmal das Panzerprogramm. Die VOMAG hatte die Umstellung auf den Rüstungsbetrieb weitestgehend vollzogen und war zu einem Musterbetrieb deutscher Rüstung aufgestiegen. Dafür erhielt man am 1. Mai 1943 das Gau-Diplom des Gauleiters für hervorragende Leistungen im Dienste der Wehrmacht. Nach zwei Jahren Bauzeit war die neue Panzer-Endmontagehalle als künftiger Kern des Rüstungsbetriebes fertiggestellt. Die neu erbaute Produktionsstätte, das technische Know-how und die 2500 Fachkräfte, die eigens für die Panzerproduktion abgestellt wurden, bildeten gute Voraussetzungen für die Serienproduktion von Panzerfahrzeugen. Von 1942 bis zur Einstellung der Produktion des Panzer IV durch die VOMAG im Frühsommer 1944 wurden insgesamt 1374 Exemplare dieses Typs in Plauen hergestellt.

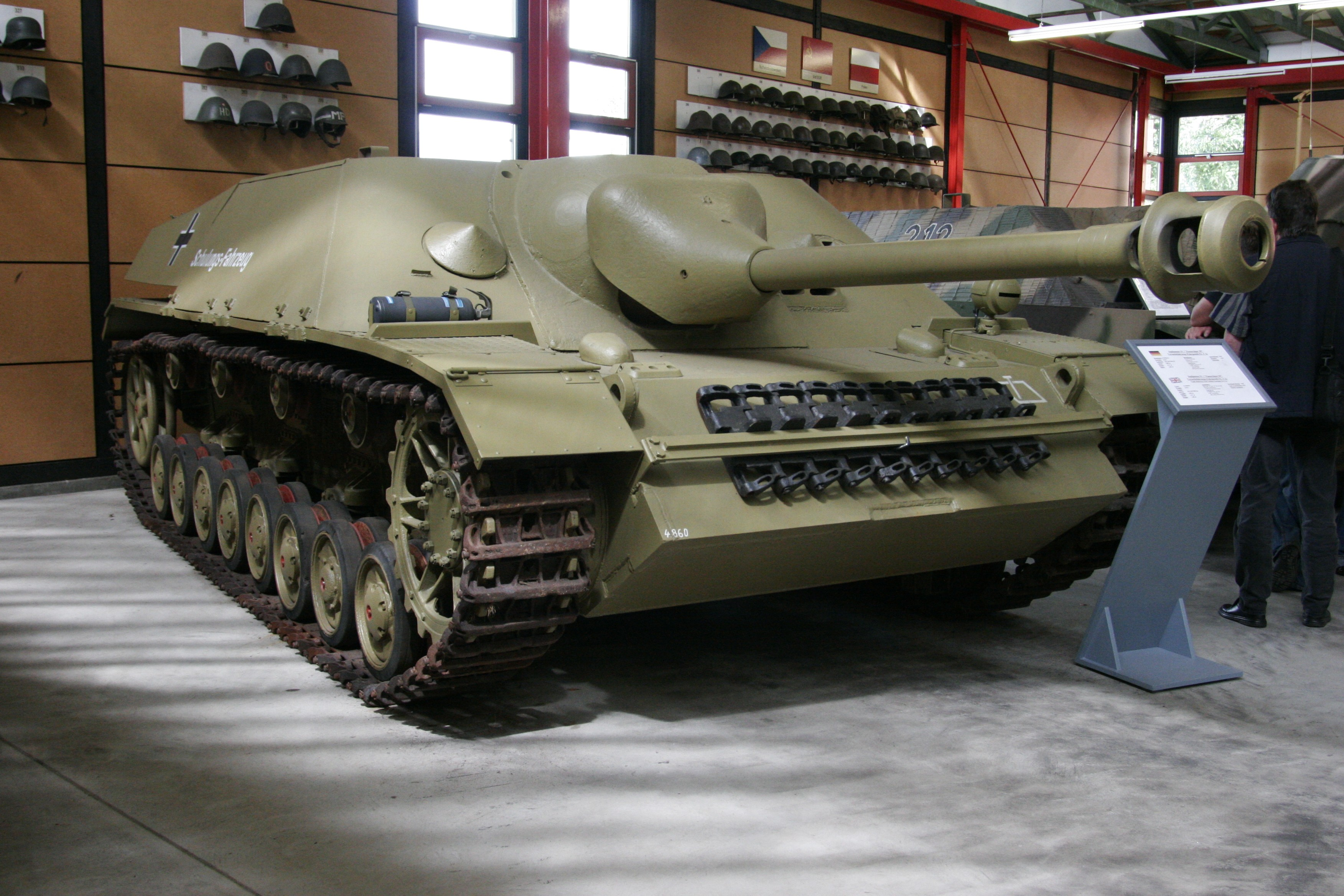
VOMAG war der einzige Hersteller des Jagdpanzer IV

 Im Oktober 1943 lief das erste von VOMAG vollständig selbst entworfene Panzerfahrzeug, der Jagdpanzer IV, vom Band. Ein Holzmodell dieses Panzerjägers führte man Adolf Hitler im Mai vor. Dieser zeigte sich von der flachen Konstruktion beeindruckt und stufte das Fahrzeug als „kriegswichtig“ ein. Abgesehen von einem von Alkett produzierten und nur als Zwischenlösung geltenden Typ war VOMAG der einzige Hersteller des Jagdpanzer IV. Insgesamt stellte VOMAG 1700 Exemplare her. Die Produktion des Jagdpanzer IV war ein Erfolg, sie konnte jedoch den Kriegsverlauf nicht mehr beeinflussen; so waren es letztendlich nur zwei Jahre, in denen die VOMAG ihr selbst entworfenes Modell produzieren konnte.
Von Dezember 1944 bis April 1945 bestand in der Tüllfabrik Mehltheuer ein Außenlager des KZ Flossenbürg, in dem etwa 350 weibliche Häftlinge für die VOMAG Zwangsarbeit verrichten mussten.

### Ziel „VOMAG Tank Factory“

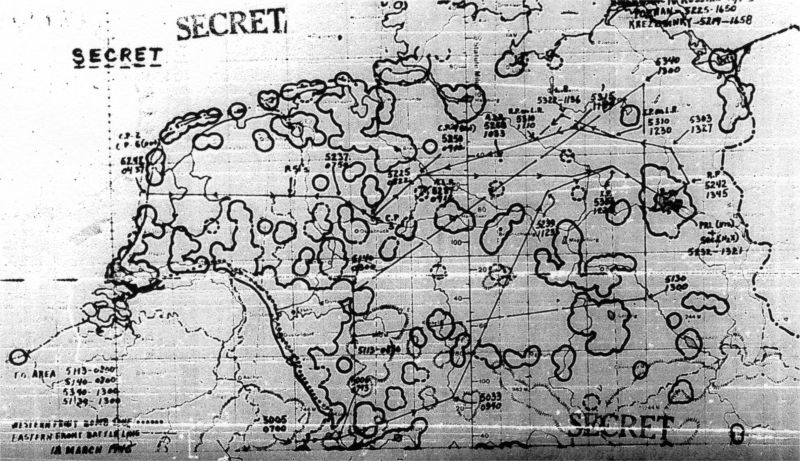
Angriffsplan der 95th USAAF Bomb Group, 17. März 1945

Da die VOMAG 1945 ein vorrangiges Ziel für die alliierten Truppen war, entwickelte die USAAF (United States Army Air Forces) einen sehr genauen Bomben- und Angriffsplan für das Werk, in dem es als tragender Rüstungsbetrieb eingestuft wurde.
Deshalb ist Plauen mehrmals in den Fliegerlogbüchern als „Primary Target“ verzeichnet. Aus alliierten Dokumenten geht hervor, dass es insgesamt neun direkte Angriffe an sechs Kampftagen auf die VOMAG gab. Alle neun Direktangriffe flog die 8th Air Force der USAAF immer mit B-17G „Flying Fortress“-Bombern und Jagdbegleitschutz mit der gefürchteten North American P-51 Mustang oder der Republic P-47 Thunderbolt. Alle neun Angriffe erfolgten entsprechend der amerikanischen Taktik bei Tag, stets etwa um die Mittagszeit zwischen 11 und 14 Uhr. Zudem gab es in Plauen keine ausreichende Fliegerabwehr, was auch in zahlreichen Fliegerberichten und Tagebucheinträgen dokumentiert ist. Man spricht dabei von einer fest installierten Vierlingsflak auf dem Comeniusberg und möglicherweise noch von einem weiteren mobilen Eisenbahngeschütz. Plauen bot geradezu ein leichtes Ziel für großangelegte Luftangriffe, was auch die Art der Angriffe erklärt. Der USAAF reichten zwei massiv durchgeführte Luftangriffe mit fast 500 B-17 Bombern, um die Produktion der VOMAG stillzulegen. Durch die fehlende Fliegerabwehr auf den angrenzenden Anhöhen konnten dabei selbst Tiefflieger die VOMAG angreifen. Hier lassen sich zwei Angriffsrichtungen auch anhand der Trefferlage an der VOMAG-Panzerbrücke genau nachweisen. Wie schon in der Abhandlung über die Rüstungsproduktion erwähnt, kam die Arbeit in der Panzerhalle erst am 26. März 1945 nach einem massiven Luftschlag vollständig zum Erliegen. Auch das Plauener Stadtzentrum wurde zerstört. Durch die sehr gut organisierten Luftschutzmaßnahmen auf dem VOMAG-Gelände war nur ein einziges Opfer zu beklagen.
Über Plauen wurden von September 1944 bis April 1945 insgesamt 5745 Tonnen Bomben abgeworfen, davon allein etwa 2800 bei Angriffen auf die VOMAG. Plauen war mit 185,4 Tonnen pro Quadratkilometer die flächenmäßig am stärksten bombardierte Stadt in Sachsen, und mit über 75 % (darunter ca. 34 % Totalverlust) wies sie auch den höchsten Zerstörungsgrad unter den fünf sächsischen Großstädten auf.

### Die Panzerhalle 1941–1945
Im Jahre 1941 begann die VOMAG, links der Elster Grundstücke für den Bau neuer Produktionshallen anzukaufen, auf denen die größte Produktionsstätte für den Jagdpanzer IV im gesamten Deutschen Reich entstanden.

#### Lage und Umfeld
Fährt man auf der nördlich des Unteren Bahnhofs gelegenen Holbeinstraße entlang der Weißen Elster flussaufwärts in Richtung Westen, kommt man zunächst am Elsterwehr vorbei. Anschließend sieht man links das Gewerbegebiet, das auf den Flächen des ehemaligen VOMAG-Stammgeländes erbaut wurde. Hier an der Cranachstraße war von 1903 bis 1945 die VOMAG-Hauptverwaltung untergebracht. Beginnend mit dem so genannten U-Bau für die Verwaltung erstreckte sich dort die gesamte Produktion mit Gießerei, eigener Schmiede und Montagehallen z. B. für Druckmaschinen. Folgt man der Weißen Elster flussaufwärts, so sieht man die Panzerbrücke und dahinter das Gelände der „Plauener Gardine“. Ziemlich genau dort befand sich die Panzerendmontagehalle.

#### Konstruktion und Funktion
Wie jedes Unternehmen versuchte auch die VOMAG zu expandieren, um Produktion und Sortiment erhöhen zu können, doch als man 1941 mit dem Bau einer neuen Endmontagehalle begann, wurde ein neues folgenschweres Kapitel der VOMAG-Firmengeschichte geöffnet. Offiziell wurde diese Halle gebaut, um die auf Hochtouren laufende Lkw-Produktion weiter auszuweiten, doch schon bald war das unter strenger Geheimhaltung erbaute Objekt als Panzerhalle bekannt, in der jährlich bis zu 1500 Panzer (1944) gefertigt werden konnten. Die neu erbaute Halle besaß drei Transportrampen mit Gleisanbindung. Hier konnten die bis zu 30 Tonnen schweren Panzer direkt auf die Eisenbahnwaggons verladen werden. Als die Panzerhalle 1943 fertig gestellt wurde, hatte die VOMAG große Ambitionen, nun zu einem der führenden Panzerproduzenten im Dritten Reich aufzusteigen. Die Panzerendmontagehalle war auf ihrer längeren, der Elster zugewandten Seite 180 Meter lang, und die andere Seite hatte eine Länge von 100 Metern, die Höhe der Halle betrug etwa zehn Meter. Die Panzerhalle war schon im Hinblick auf bevorstehende Bombenangriffe äußerst robust konstruiert. Als die alliierten Truppen jedoch ihre Bombenangriffe auf die VOMAG verschärften, konnte auch die Panzerhalle nicht mehr standhalten, und die Produktion musste Ende März 1945 wegen schwerer Schäden an den Produktionsstätten eingestellt werden.

### Die Panzerbrücke

#### Entstehung

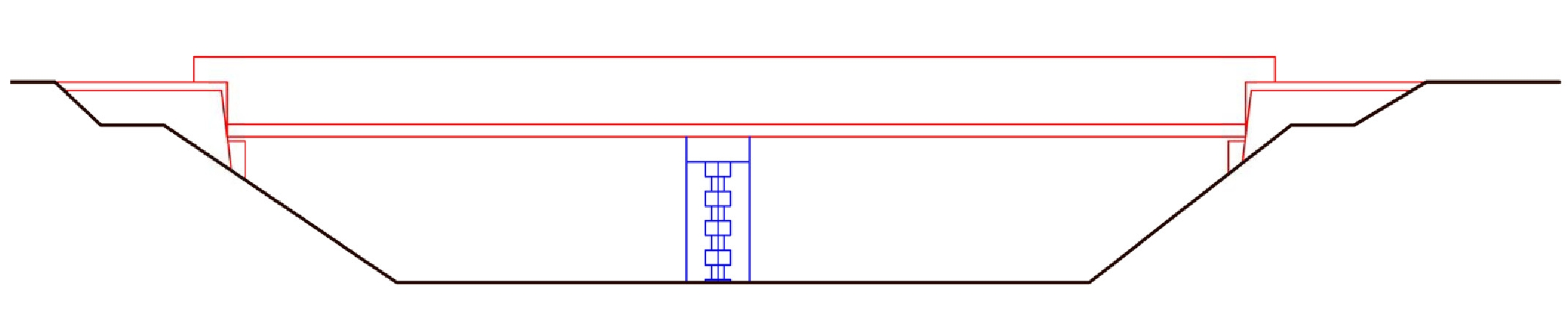
Skizze der Panzerbrücke

Als im Jahre 1941 die Bauarbeiten für die Panzerhalle begannen, musste eine Lösung sowohl zum Abtransport der produzierten Panzer als auch zum Transport der Werksarbeiter zur Panzerhalle gefunden werden. Ab November 1942 entstand in kurzer Zeit ein architektonisch äußerst bemerkenswertes Bauwerk, das bis heute überdauert hat. Die Panzerbrücke zeichnet sich durch ihre extrem stabile Bauweise aus; selbst zwei Bombentreffer konnten die Brücke nicht nennenswert beschädigen. Das Bauwerk mit angebautem Fußweg aus Holz hat eine Länge von 60 Metern und führt im 45-Grad-Winkel über die Elster. Bei der Brücke handelt es sich um eine genietete Eisenträgerbrücke (von Ingenieuren als „genietete Blechträgertrogbrücke mit Mittelpfeiler aus Beton“ bezeichnet). Den Namen Panzerbrücke verdankt dieses Bauwerk ihrer Funktion als Transportweg für die mit Panzern beladenen Eisenbahnwaggons. Die Gleise verliefen vom Unteren Bahnhof entlang der Elstertalbahn nach Weischlitz und führten dann als Anschlussgleis über die Panzerbrücke. Links der Elster angekommen, gelangte der Transportzug über mehrere Rangiergleise direkt zur Verladestation der Endmontagehalle. Durch die Anbindung war ein schneller Abtransport der bis zu 26 Tonnen schweren Panzer und Zugkraftwagen möglich.

#### Schäden an der Panzerbrücke und ihre Ursachen

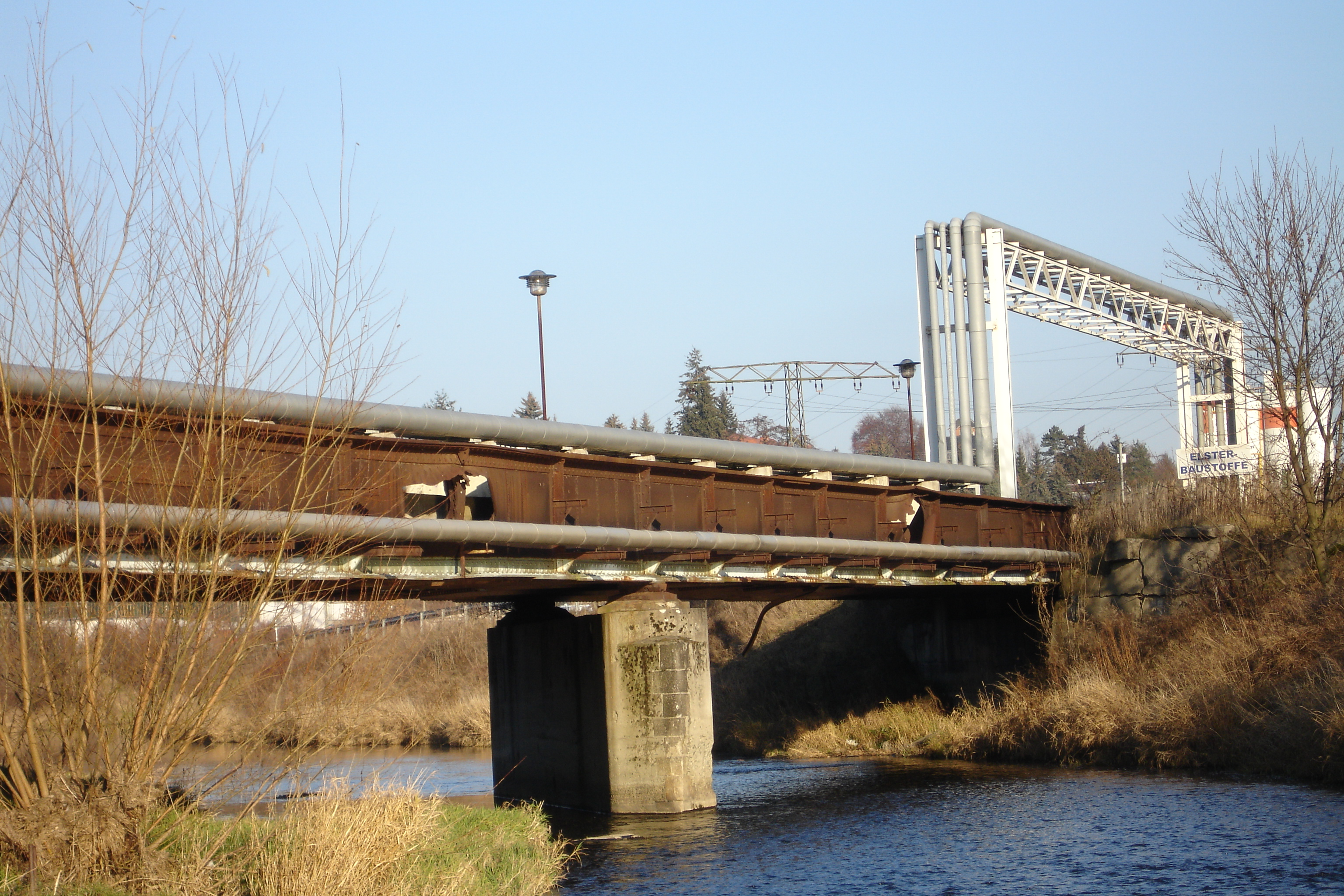
Flussansicht von der Weißen Elster aus

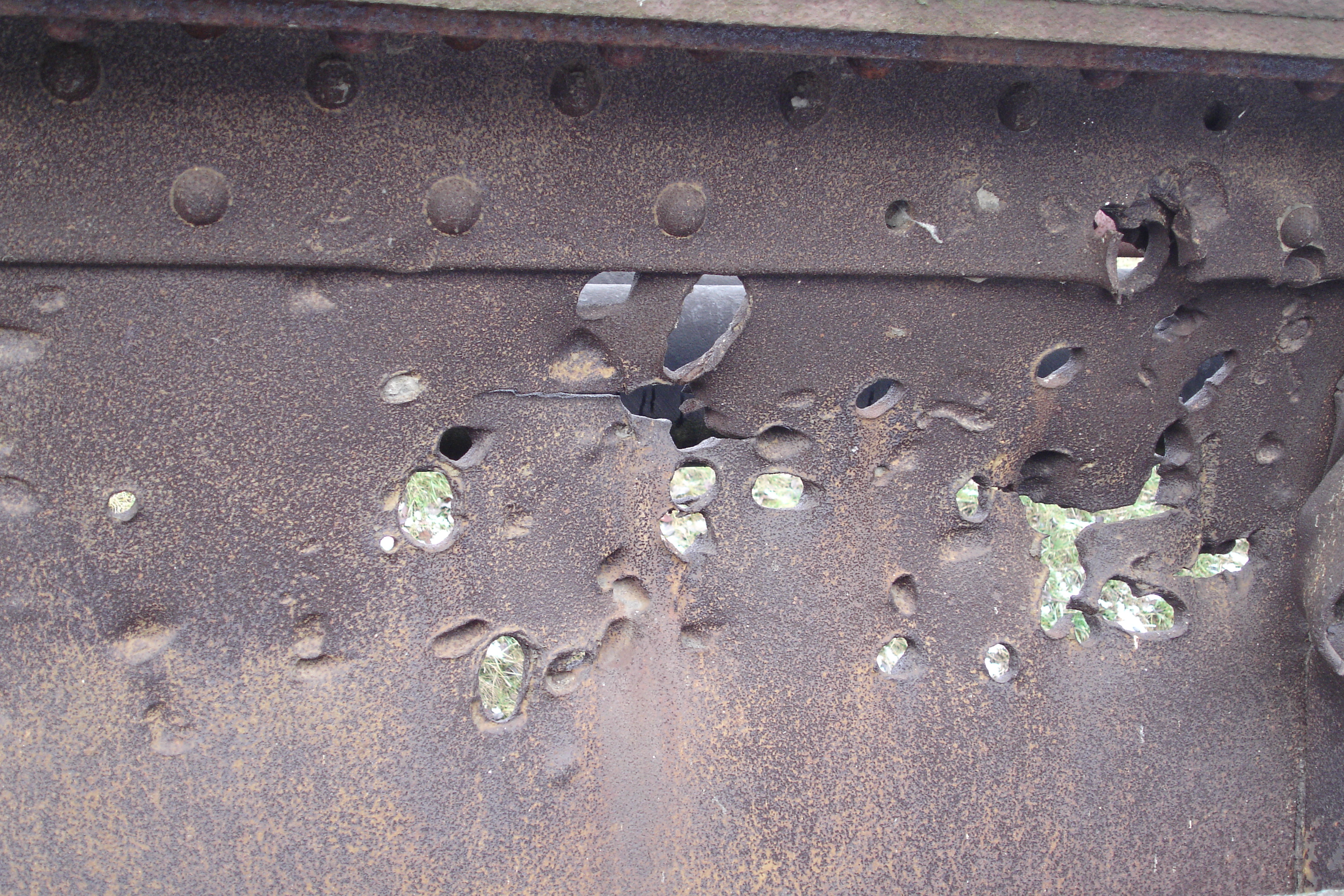
Einschüsse im Stegblech eines Brückenträgers

Bei genauer Betrachtung finden sich viele kleine und größere Einschüsse überall an der Brücke verteilt. In akribischer Arbeit wurde das Schadensbild ausgewertet und zusammengefasst. Zwei Gutachten aus den Jahren 1960 und 1991 belegen, dass die Panzerbrücke zwar stark beschädigt ist, aber dennoch keine Gefahr besteht, dass das Denkmal einstürzen könnte. Eine herkömmlich konstruierte Brücke hätte diesen Beschädigungen nicht standgehalten. Die Analyse der Treffer ergab einen direkten Angriff auf Panzerbrücke und Panzerhalle vor allem durch Tiefflieger. Da alle Treffer in einer Forschungsarbeit genau aufgezeichnet wurden, kann man daraus erkennen, dass die Brücke hauptsächlich mit 12,7-mm-MGs, die zur Grundausstattung der USAAF-Jäger gehörten, beschossen wurde, die Treffer jedoch in den meisten Fällen die 16 mm dicke Grundplatte der Brücke nicht durchdringen konnten.
Außer dem Kaliber 12,7 mm zeigt der Bericht, dass auch vereinzelt großkalibrige Durchschüsse an der Brücke zu finden sind. Diese Treffer stammen vor allem von Bordkanonen und Raketengeschossen. Betrachtet man die Treffer an der Brücke insgesamt, so lässt sich zunächst kein zielgerichtetes Vorgehen der Tiefflieger erkennen. Die amerikanischen Piloten konzentrierten beispielsweise ihr Feuer nicht auf einen Punkt, sondern bei ihren Angriffen bekam nahezu jeder Teil der Brücke einen Treffer ab. Die aus diesen Angriffen resultierenden Schäden sind sehr vielfältig. So findet man im Bereich der Sektionen, in denen die Bomben eingeschlagen sind, eine starke Aufwölbung der Außenwand vor. Hingegen entstanden bei Durchschüssen durch die Außenwand meist fast kreisrunde Löcher, die das jeweilige Kaliber des Geschosses verraten. Nahezu kein Teil der Brücke wurde von Treffern verschont; so findet man beispielsweise auch am Grundpfeiler und an den Fundamenten der Panzerbrücke Einschüsse größeren Kalibers. Die Hauptanzahl der Schäden befindet sich an den jeweiligen Außenwänden der Brücke.

#### Denkmal
Bei einer Besichtigung findet man keinen Hinweis auf die Einstufung der Brücke als Denkmal. Sie wurde im Herbst 2005 zum Denkmal erklärt, weil sie von außerordentlicher Bedeutung für die VOMAG und damit die Rüstungsproduktion in Plauen war. Die Panzerbrücke ist eines der wenigen noch verbliebenen Mahnmale des Bombenkrieges in Plauen.

#### Nutzung in der Gegenwart
Das Gleis und der seitlich angebaute Fußsteg wurden entfernt; die Brücke dient heute als Träger für mehrere Rohrleitungen und konnte von Fußgängern und Radfahrern passiert werden. Mittlerweile ist sie gesperrt.

## Entwicklung nach 1945
Nach dem Zweiten Weltkrieg fertigte die VOMAG Handwagen, Haushaltsgegenstände, Schubkarren und anderes für den täglichen Bedarf. 1946 folgte die Schließung des gesamten Betriebes und die Demontage aller Maschinen als Reparationsleistung. Die Hallen wurden gesprengt. Konstruktionszeichnungen für eine sogenannte Einheitsmotorenbaureihe (EM), die bis Kriegsende noch angefertigt wurden, gelangten mithilfe des ehemaligen Chefkonstrukteurs der VOMAG nach Zwickau, wo davon ausgehend die EM-Motoren unter anderem für den IFA H3A und IFA H6 entwickelt wurden. Die Druckmaschinenproduktion wurde 1946 ausgegliedert und vom VEB Plamag Plauener Druckmaschinenfabrik fortgeführt.
1948 wurde als Nachfolgebetrieb der Volkseigene Betrieb Maschinenfabrik Vogtland gegründet, der 1953 in VEB Werkzeugmaschinenfabrik Vogtland für den Sondermaschinenbau umfirmierte. Zuletzt gehörte der Betrieb zum Werkzeugmaschinenkombinat „Fritz Heckert“. 1990 fand die Umwandlung in die Werkzeugmaschinenfabrik Vogtland GmbH mit Ausrichtung auf die Automobil- und deren Zulieferindustrie statt. 2007 übertrug diese ihren gesamten Geschäftsbetrieb auf die WEMA Vogtland GmbH. Im Jahr 2009 übernahm die saarländische SVQ GmbH das Unternehmen, das bei 182 Mitarbeitern 2008 einen Insolvenzantrag gestellt hatte. Seitdem firmierte es unter WEMA VOGTLAND Technology GmbH. 2024 wurde der Betrieb eingestellt.

## Liste der VOMAG Omnibusse

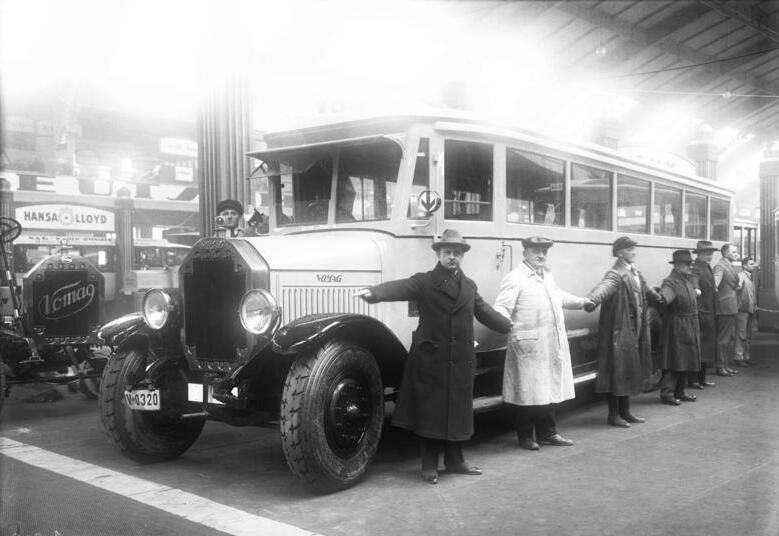
„Riesen-Personenbeförderungsauto“, VOMAG, 1925

| - P 20 f, 40 PS - P 30 z, 40/45 PS - 3 A C, 60/70 PS - C 3 A, 60/80 PS - O II, 55 PS - O II, 60 PS (Schienenbus) - O II A, 55/70 PS - O II A, 60 PS | - OM 57, 100 PS - OV 57, 75 PS - 3 OHG, 75 PS - 3 OR 649, 95 PS - 4 OR 652, 88 PS - 4,5 OHG 460, 100 PS - 5 OM 1258, 300 PS | - 5 OR 658, 150 PS - 6 DR 652, 160 PS - 6 OV 57, 110 PS - 7 OR 660, 150 PS - Typ Buenos Aires „Imperial“, 60 PS - Typ Leipzig, 50/65 PS - Typ Montevideo, 50/55 PS - Voran, 100 PS |

Der Omnibusmotor 55/65 (55/70) hatte einen Vierzylindermotor mit einem Hubraum von 7478 cm³ bei 115 mm Bohrung und 180 mm Hub. Die 65 PS Leistung gab er bei 1200/min ab.

## Liste der VOMAG Lastkraftwagen
| - 3 to Heeres-Wagen - Einheits-Diesel, x PS - P20, x PS - P30, x PS - P45, x PS - 3LR 443, x PS (Diesel) - 3LV 443, x PS (Otto-Motor) - 4LR 446, x PS (Diesel) | - 5Cz 45 / 50 / 56, x PS (Otto-Motor) - 5LR 444, 100 PS (Diesel) - 5LR 644, 100 PS (Diesel) - 5LR 648, 100 PS (Diesel) - 6LR 653, 150 PS (Diesel) - 8LR 654, 140 PS (Diesel) - 8LR 658, 150 PS (Diesel) |